# Чемпіонат ФРН з футболу 1988—1989: Бундесліга
Сезон Бундесліги 1988–1989 був 26-им сезоном в історії Бундесліги, найвищого дивізіону футбольної першості ФРН. Він розпочався 22 липня 1988 і завершився 17 червня 1989 року. Діючим чемпіоном країни був «Вердер», якому не вдалося захистити чемпіонський титул, і він фінішував третім, поступившись шістьма очками мюнхенській «Баварії», яка і стала чемпіоном ФРН 1988/89.

## Формат змагання
Кожна команда грала з кожним із суперників по дві гри, одній вдома і одній у гостях. Команди отримували по два турнірні очки за кожну перемогу і по одному очку за нічию. Якщо дві або більше команд мали однакову кількість очок, розподіл місць між ними відбувався за різницею голів, а за їх рівності — за кількістю забитих голів. Команда з найбільшою кількістю очок ставала чемпіоном, а дві найгірші команди напряму вибували до Другої Бундесліги, а третя команда з кінця проводила матчі плей-оф з бронзовим призером Другої Бундесліги за право участі у Бундеслізі на наступний сезон.

## Зміна учасників у порівнянні з сезоном 1987–88
«Гомбург» і «Шальке 04» напряму вибули до Другої Бундесліги, фінішувавши на двох останніх місцях турнірної таблиці попереднього сезону. На їх місце до вищого дивізіону підвищилися «Санкт-Паулі» і «Штутгартер Кікерс». У плей-оф за місце в Бундеслізі «Вальдгоф» у серії пенальті після додаткового третього матчу, необхідність якого була викликана нічиєю після двох ігор, здолав «Дармштадт 98», зберігши таким чином за собою місце у найвищому дивізіоні.

## Команди-учасниці
| Клуб                            | Місто                 | Стадіон                  | Вміщує |
| ------------------------------- | --------------------- | ------------------------ | ------ |
| «Бохум»                         | Бохум                 | Воновія Рурштадіон       | 40,000 |
| «Вердер»                        | Бремен                | Везерштадіон             | 32,000 |
| «Боруссія» (Дортмунд)           | Дортмунд              | Зігналь Ідуна Парк       | 54,000 |
| «Айнтрахт» (Франкфурт-на-Майні) | Франкфурт-на-Майні    | Вальдштадіон             | 62,000 |
| «Гамбург»                       | Гамбург               | Фолькспаркштадіон        | 62,000 |
| «Ганновер 96»                   | Ганновер              | АВД-Арена                | 60,400 |
| «Кайзерслаутерн»                | Кайзерслаутерн        | Фріц-Вальтер-Штадіон     | 42,000 |
| «Карлсруе»                      | Карлсруе              | Вільдпаркштадіон         | 50,000 |
| «Кельн»                         | Кельн                 | Рейн Енергі Штадіон      | 61,000 |
| «Баєр 04»                       | Леверкузен            | Ульріх Габерланд Штадіон | 20,000 |
| «Вальдгоф»                      | Людвігсгафен-на-Рейні | Зюдвестштадіон           | 75,000 |
| «Боруссія» (Менхенгладбах)      | Менхенгладбах         | Бекельбергштадіон        | 34,500 |
| «Баварія» (Мюнхен)              | Мюнхен                | Олімпіаштадіон           | 80,000 |
| «Нюрнберг»                      | Нюрнберг              | Штедтішес Штадіон        | 64,238 |
| «Санкт-Паулі»                   | Гамбург               | Міллернтор-Штадіон       | 18,000 |
| «Штутгартер Кікерс»             | Штутгарт              | Неккарштадіон            | 72,000 |
| «Штутгарт»                      | Штутгарт              | Неккарштадіон            | 72,000 |
| «Юрдінген 05»                   | Крефельд              | Гротенбург               | 35,700 |

- ↑  «Вальдгоф» проводив свої домашні ігри у сусідньому Людвігсгафені-на-Рейні, оскільки його домашня арена не відповідала вимогам Бундесліги.

## Турнірна таблиця
| Поз | Команда                         | І  | В  | Н  | П  | ГЗ | ГП | РГ  | О  | Кваліфікація або пониження                    |
| --- | ------------------------------- | -- | -- | -- | -- | -- | -- | --- | -- | --------------------------------------------- |
| 1   | «Баварія» (Мюнхен) (C)          | 34 | 19 | 12 | 3  | 67 | 26 | +41 | 50 | Перший раунд Кубка чемпіонів 1989—1990        |
| 2   | «Кельн»                         | 34 | 18 | 9  | 7  | 58 | 30 | +28 | 45 | Перший раунд Кубка УЄФА 1989—1990             |
| 3   | «Вердер»                        | 34 | 18 | 8  | 8  | 55 | 32 | +23 | 44 | Перший раунд Кубка УЄФА 1989—1990             |
| 4   | «Гамбург»                       | 34 | 17 | 9  | 8  | 60 | 36 | +24 | 43 | Перший раунд Кубка УЄФА 1989—1990             |
| 5   | «Штутгарт»                      | 34 | 16 | 7  | 11 | 58 | 49 | +9  | 39 | Перший раунд Кубка УЄФА 1989—1990             |
| 6   | «Боруссія» (Менхенгладбах)      | 34 | 12 | 14 | 8  | 44 | 43 | +1  | 38 |                                               |
| 7   | «Боруссія» (Дортмунд)           | 34 | 12 | 13 | 9  | 56 | 40 | +16 | 37 | Перший раунд Кубка володарів кубків 1989—1990 |
| 8   | «Баєр 04»                       | 34 | 10 | 14 | 10 | 45 | 44 | +1  | 34 |                                               |
| 9   | «Кайзерслаутерн»                | 34 | 10 | 13 | 11 | 47 | 44 | +3  | 33 |                                               |
| 10  | «Санкт-Паулі»                   | 34 | 9  | 14 | 11 | 41 | 42 | −1  | 32 |                                               |
| 11  | «Карлсруе»                      | 34 | 12 | 8  | 14 | 48 | 51 | −3  | 32 |                                               |
| 12  | «Вальдгоф»                      | 34 | 10 | 11 | 13 | 43 | 52 | −9  | 31 |                                               |
| 13  | «Баєр 05» (Юрдінген)            | 34 | 10 | 11 | 13 | 50 | 60 | −10 | 31 |                                               |
| 14  | «Нюрнберг»                      | 34 | 8  | 10 | 16 | 36 | 54 | −18 | 26 |                                               |
| 15  | «Бохум»                         | 34 | 9  | 8  | 17 | 37 | 57 | −20 | 26 |                                               |
| 16  | «Айнтрахт» (Франкфурт-на-Майні) | 34 | 8  | 10 | 16 | 30 | 53 | −23 | 26 | Плей-оф за місце у Бундеслізі                 |
| 17  | «Штутгартер Кікерс» (R)         | 34 | 10 | 6  | 18 | 41 | 68 | −27 | 26 | Пониження у класі до Другої Бундесліги        |
| 18  | «Ганновер 96» (R)               | 34 | 4  | 11 | 19 | 36 | 71 | −35 | 19 | Пониження у класі до Другої Бундесліги        |

## Результати
| Команда                         | БОХ | ВЕР | БРД | АЙН | ГАМ | ГАН | КАЙ | КАР | КЕЛ | Б04 | ВАЛ | БРМ | БАВ | НЮР | СТП | ШТК | ШТТ | ЮРД |
| ------------------------------- | --- | --- | --- | --- | --- | --- | --- | --- | --- | --- | --- | --- | --- | --- | --- | --- | --- | --- |
| «Бохум»                         | —   | 0–1 | 2–2 | 1–0 | 2–1 | 1–3 | 2–0 | 2–0 | 1–3 | 2–4 | 2–2 | 1–2 | 0–0 | 1–0 | 0–0 | 2–1 | 1–0 | 1–1 |
| «Вердер»                        | 2–0 | —   | 2–0 | 2–0 | 2–1 | 1–0 | 1–0 | 3–1 | 1–2 | 3–1 | 2–1 | 2–0 | 2–2 | 2–1 | 0–0 | 4–0 | 3–0 | 3–1 |
| «Боруссія» (Дортмунд)           | 2–1 | 3–1 | —   | 6–0 | 2–2 | 4–0 | 1–1 | 3–2 | 0–4 | 2–1 | 1–2 | 0–0 | 1–1 | 4–0 | 0–0 | 1–1 | 1–2 | 4–2 |
| «Айнтрахт» (Франкфурт-на-Майні) | 1–1 | 0–0 | 2–1 | —   | 0–1 | 1–0 | 3–2 | 1–0 | 1–0 | 1–1 | 0–0 | 1–1 | 2–2 | 1–0 | 1–1 | 1–2 | 1–3 | 0–2 |
| «Гамбург»                       | 3–1 | 2–0 | 0–0 | 2–1 | —   | 4–1 | 1–1 | 1–1 | 0–1 | 1–1 | 5–1 | 1–2 | 0–1 | 3–2 | 1–1 | 3–0 | 2–1 | 3–0 |
| «Ганновер 96»                   | 3–2 | 2–2 | 1–5 | 1–1 | 2–3 | —   | 0–0 | 2–3 | 2–2 | 2–2 | 0–2 | 0–1 | 0–0 | 2–2 | 2–2 | 3–4 | 2–0 | 0–5 |
| «Кайзерслаутерн»                | 3–0 | 0–0 | 3–2 | 3–0 | 0–0 | 0–0 | —   | 1–2 | 1–1 | 0–0 | 0–3 | 0–0 | 1–1 | 2–1 | 1–0 | 6–0 | 6–1 | 2–0 |
| «Карлсруе»                      | 1–3 | 1–0 | 0–0 | 1–3 | 2–2 | 2–0 | 4–1 | —   | 0–0 | 2–3 | 2–1 | 2–2 | 2–2 | 1–1 | 3–1 | 1–0 | 2–0 | 0–1 |
| «Кельн»                         | 1–0 | 2–0 | 2–0 | 3–2 | 1–2 | 1–0 | 2–2 | 6–1 | —   | 3–0 | 1–0 | 3–1 | 1–3 | 1–1 | 4–2 | 5–1 | 3–0 | 1–1 |
| «Баєр 04»                       | 1–1 | 1–0 | 2–0 | 2–2 | 1–2 | 3–1 | 0–1 | 1–0 | 0–0 | —   | 3–0 | 3–1 | 1–1 | 3–0 | 2–2 | 1–3 | 0–0 | 2–2 |
| «Вальдгоф»                      | 2–2 | 1–1 | 0–3 | 1–0 | 0–0 | 1–1 | 0–4 | 2–0 | 2–1 | 1–1 | —   | 4–1 | 0–3 | 2–1 | 2–1 | 2–2 | 3–4 | 3–3 |
| «Боруссія» (Менхенгладбах)      | 2–0 | 4–1 | 1–1 | 2–1 | 0–4 | 2–0 | 4–1 | 1–1 | 1–0 | 2–0 | 1–1 | —   | 2–1 | 1–1 | 2–2 | 1–1 | 2–2 | 3–0 |
| «Баварія» (Мюнхен)              | 5–0 | 0–0 | 1–1 | 3–0 | 1–0 | 4–0 | 5–1 | 3–2 | 2–0 | 2–0 | 1–0 | 3–0 | —   | 1–0 | 2–1 | 3–0 | 3–3 | 5–0 |
| «Нюрнберг»                      | 3–1 | 0–1 | 1–1 | 1–1 | 1–4 | 1–0 | 1–1 | 1–3 | 0–2 | 1–1 | 1–0 | 0–0 | 2–1 | —   | 5–3 | 3–3 | 1–0 | 1–0 |
| «Санкт-Паулі»                   | 1–0 | 1–3 | 1–0 | 2–0 | 1–2 | 1–1 | 1–1 | 1–0 | 0–1 | 2–0 | 2–1 | 1–1 | 0–0 | 0–1 | —   | 1–0 | 2–1 | 5–1 |
| «Штутгартер Кікерс»             | 1–2 | 0–6 | 1–2 | 0–1 | 2–0 | 0–1 | 2–0 | 1–3 | 0–0 | 1–3 | 1–3 | 3–0 | 2–0 | 1–0 | 2–2 | —   | 0–2 | 3–1 |
| «Штутгарт»                      | 3–1 | 3–3 | 1–3 | 2–0 | 4–2 | 2–1 | 3–1 | 2–0 | 2–0 | 0–0 | 2–0 | 2–1 | 1–2 | 4–0 | 2–1 | 4–0 | —   | 2–2 |
| «Баєр 05» (Юрдінген)            | 3–1 | 2–1 | 0–0 | 4–1 | 0–2 | 7–3 | 3–1 | 0–3 | 1–1 | 3–1 | 0–0 | 0–0 | 1–3 | 3–2 | 0–0 | 1–3 | 0–0 | —   |

1. ↑  Результат гри «Карлсруе» проти «Боруссії» (Менхенгладбах), що відбулася 19 листопада 1988 і завершилася з рахунком 3–1, був анульований 21 грудня 1988 року через інцидент по ходу матчу — у гравця команди гостей Крістіана Гохштеттера влучив кинутий з трибун предмет, що потягло за собою змушену заміну гравця. «Карлсруе» також отримав одноматчеву дискваліфікацію домашньої арени, а перегравання матчу завершилося нічиєю з рахунком 2–2.

## Плей-оф за місце в Бундеслізі
«Айнтрахт» (Франкфурт-на-Майні) і бронзовий призер Другої Бундесліги «Саарбрюкен» визначали між собою учасника наступного сезону Бундесліги у двоматчевому плей-оф. «Айнтрахт» переміг 3–2 за сумою двох матчів і зберіг за собою місце у найвищому німецькому дивізіоні.
| 21 червня 1989 |

| «Айнтрахт» (Франкфурт-на-Майні) | 2–0             | «Саарбрюкен» |
| ------------------------------- | --------------- | ------------ |
| Андерсен 26' Бінц 60'           | Протокол (нім.) |              |

| Вальдштадіон, Франкфурт-на-Майні Глядачів: 40,000 Арбітр: Вольф-Гюнтер Візель (Оттберген) |

| 25 червня 1989 |

| «Саарбрюкен»  | 2–1             | «Айнтрахт» (Франкфурт-на-Майні) |
| ------------- | --------------- | ------------------------------- |
| Єбоа 10', 76' | Протокол (нім.) | Шульц 51'                       |

| Людвігспаркштадіон, Саарбрюккен Глядачів: 35,000 Арбітр: Дітер Паулі (Райдт) |

## Найкращі бомбардири
17 голів
- Томас Аллофс («Кельн»)
- Роланд Вольфарт («Баварія» (Мюнхен))

15 голів
- Уве Байн («Гамбург»)

13 голів
- Ганс-Йорг Крінс («Боруссія» (Менхенгладбах))
- Юрген Клінсманн («Штутгарт»)
- Гаральд Кор («Кайзерслаутерн»)
- Штефан Кунц («Юрдінген 05»)
- Уве Ляйфельд («Бохум»)
- Франк Нойбарт («Вердер»)
- Карл-Гайнц Рідле («Вердер»)
- Фріц Вальтер («Штутгарт»)
- Юрген Вегманн («Баварія» (Мюнхен))

## Склад чемпіонів
| «Баварія» (Мюнхен) |
| --- |
| Воротар: Раймонд Ауманн (34). Захисники: Ганс Пфлюглер (34 / 4); Клаус Аугенталер (к; 31 / 6); Норберт Нахтвайг (29 / 3); Роланд Грагаммер (28); Ерланд Йонсен (13). Півзахисники: Олаф Тон (32 / 8); Людвіг Кегль (32); Штефан Ройтер (32); Ганс-Дітер Флік (30 / 2); Ганс Дорфнер (22 / 6); Армін Ек (21 / 1); Гельмут Вінкльгофер (1). Нападники: Роланд Вольфарт (33 / 17); Юрген Вегманн (31 / 13); Йонні Екстрем (23 / 7). (кількість ігор і голів наведені у дужках) Головний тренер: Юпп Гайнкес. Був у заявці, але не взяв участі у жодній грі чемпіонату: Свен Шоєр; Улі Баєршмідт; Маттіас Гаманн. |